# Apemin Tușnad
Apemin Tușnad este o companie producătoare de ape minerale și băuturi răcoritoare din România. Compania a fost înființată în anul 1999, în urma divizării societății Perla Harghitei. Fabrica de îmbuteliere a companiei a fost construită în 1973, iar activitatea acesteia a început în 1974.
Acționarul majoritar al companiei este Gyárfás Kurkó, care deține 72,5% din titluri, restul aparținând firmei Perla Harghitei.
Compania dispune în prezent (iunie 2008) de două linii de îmbuteliere a apei minerale, cu o capacitate anuală de producție de 200 milioane litri de apă.
Cifra de afaceri în 2007: 13,1 milioane euro, în creștere cu 41,5% față de anul 2006